# CLOUDDEAD
Clouddead, stylisé cLOUDDEAD,, est un groupe de hip-hop américain, originaire de Cincinnati, dans l'Ohio. Il est actif entre 1999 et 2004.

## Biographie
Le nom du groupe viendrait d'une knock-knock joke ratée de la sœur de Doseone à cinq ans. Généralement, Doseone et Yoni réalisent les voix pendant que David Madson est à la production. Il est possible d'entendre occasionnellement la voix de David et d'avoir Doseone et Yoni à la production, surtout pour leur second album.
Le son de cLOUDDEAD est notoirement difficile à définir, bien que sans aucun doute il prenne racine dans le hip-hop traditionnel, les influences sont aussi variées que l'electronica, la musique psychédélique et le rock indépendant. Du fait de ce côté non traditionnel pris au hip-hop, les plus conservateurs de la communauté rap ont étiqueté cLOUDDEAD comme « railleur surréaliste » — certains rejettent même qu'il puisse être classé comme groupe de hip-hop, ignorant la requête de Doseone de « juste l'appeler hip-hop ».
Le premier album homonyme de cLOUDDEAD est une compilation de singles. La discographie du groupe inclut aussi un EP, The Peel Session. Sur la pochette de Dead Dogs Two est inscrit « this is clouddead number 9 of ten » (« ceci est le clouddead 9 sur 10 »), indiquant par l'album Ten que le groupe cLOUDDEAD avait terminé de créer de la musique.

## Discographie

### Albums studio
- 2001 : cLOUDDEAD
- 2004 : Ten

### Singles
- 1999 : Apt. A
- 1999 : And All You Can Do Is Laugh
- 1999 : I Promise Never to Get Paint on My Glasses Again
- 2000 : JimmyBreeze
- 2000 : (Cloud Dead Number Five)
- 2000 : Bike
- 2001 : The Peel Session
- 2002 : The Sound of a Handshake
- 2004 : Dead Dogs Two
- 2007 : Collaged at Mom's (édition instrumentale limitée)